# Olivier Chantreau
Olivier Chantreau est un acteur français né en 1986.
Diplômé du Cours Florent, il est connu principalement pour avoir tenu le rôle de Serge Suttel jeune dans le film d'Olivier Marchal Les Lyonnais en 2011. Il est également apparu dans de nombreuses séries, telles que Plus belle la vie, Cœur Océan, Rouge Brésil ou encore dans la saison 5 d'Engrenages en 2014.

## Filmographie

### Cinéma
- 2011 : Les Lyonnais d'Olivier Marchal : Suttel jeune
- 2014 : Duo d'escrocs de Joel Hopkins : Jean-Baptiste
- 2014 : Deux automnes trois hivers de Sébastien Betbeder : Guillaume
- 2016 : Baden Baden de Rachel Lang : Boris
- 2016 : Sur quel pied danser de Paul Calori et Kostia Testut : Samy
- 2016 : Moka de Frédéric Mermoud : Vincent
- 2020 : Vers la bataille d'Aurélien Vernhes-Lermusiaux : Marcus
- 2022 : Une comédie romantique de Thibault Segouin : Pierre

### Télévision
- 2009 : Plus belle la vie (saison 5) : Denis Rodel
- 2010 : Cœur Océan (saison 4 et 5) : Max
- 2011 : Flics (épisodes 5 à 8)  d'Olivier Marchal : Petit Serge
- 2011 : Xanadu (série) de Jean-Philippe Amar : Ruben
- 2013 : Rouge Brésil de Sylvain Archambault : Martin
- 2013 : Il était une fois... peut-être pas de Charles Nemes : Gaston
- 2013 : Alias Caracalla d'Alain Tasma : Paul
- 2014 : Les Petits Meurtres d'Agatha Christie (épisode Témoin muet) : Louis
- 2014 : Engrenages (saison 5) de Frédéric Jardin : Stephane Jaulin
- 2015 : Deux d'Anne Villacèque
- 2015 : L'Héritière d'Alain Tasma
- 2016 : En immersion de Philippe Haïm
- 2016 : Le Sang de la vigne : Alexandre
- 2016 : Face au diable : Hugo Bernal
- 2017 : Les Crimes silencieux de Frédéric Berthe : Denis Lagarde
- 2017 : Les Grands : Samuel Mercier
- 2018 : Aux animaux la guerre d'Alain Tasma : Greg Kleber
- 2018 : Das Boot d'Andreas Prochaska : Émile  Charpentier
- 2019 : Philharmonia de Louis Choquette : Jeff Moretti
- 2019 : Les Murs du souvenir de Sylvie Ayme : Victor Baumann
- 2019 : Les rivières pourpres de  Jean-Christophe Grangé : Louis-Geoffroy Monferville
- 2020 : Black and White de Moussa Sène Absa : Alain de Bourbon
- 2020 : Cassandre, épisode Secret assassin : Victor Sénac
- 2021 : Jugé sans justice de Lou Jeunet : Lieutenant Lagoutte
- 2021 : Meurtres à Amboise de Sylvie Ayme : Léo
- 2021 : Alger confidentiel de Frédéric Jardin : Alexis Clérel
- 2022 : Alex Hugo de Pierre Isoard, saison 9 épisode 1 : La dernière piste : Luc Hernandez
- 2023 : Le Colosse aux pieds d'argile de Stéphanie Murat
- 2024 : Le Remplaçant (saison 2) : Martin Kit
- 2024 : Le Fantôme des Saintes de Marc Barrat : Régis Boissaux

## Théâtre
- Le Plaisir de rompre, de Jules Renard (metteur en scène)
- De l'autre côté, de Karine Tabet et Franck Cadou, mise en scène de A. Ribière : Max
- La Religieuse de Denis Diderot, adaptation et mise en scène d'Anaïs Gabay : l'ange
- Cabale du cheval pegaséen de Giordano Bruno, mise en scène de Nazim Boudjenah de la Comédie Française : l'âne